# Frederic Kindler
Frederic Kindler, född 29 september 1998, är en tysk fäktare som tävlar i sabel.

## Karriär
Vid sommaruniversiaden 2019 i Neapel tog Kindler silver i sabel efter en finalförlust mot sydkoreanske Oh Sang-uk. Han tog även silver tillsammans med Raoul Bonah och Lorenz Kempf i lagtävlingen i sabel efter en finalförlust mot Sydkorea. Vid europeiska spelen 2023 i Kraków tog han brons tillsammans med Raoul Bonah, Lorenz Kempf och Matyas Szabo i lagtävlingen i sabel.
Vid EM 2025 i Genua tog Kindler brons i sabel.